# 商湯科技
商湯科技開発有限公司（センスタイム）（英: SenseTime Group Ltd）は、中華人民共和国香港特別行政区新界沙田区に本社を置くディープラーニング技術を応用した人工知能と顔認識技術の研究と開発を手がける企業。日本のソフトバンクグループ（15.99％の株式を所有）が大株主である。Shangtang Technologyとも呼ばれる。

## 概要
香港中文大学情報工学科の湯暁鴎（Tang Xiaoou）教授のプロジェクトが商業化して香港サイエンスパークで立ち上げた会社である。2014年6月に湯暁鴎らは世界で初めて人間の目の認識能力（97％）を超える精度（99.15％）を持った画像認識アルゴリズムを開発したと発表し、同年9月の世界大会のImageNetでGoogleに次ぐ2位の成績をおさめて翌月に会社を設立、2015年と2016年には優勝して評価を高め、世界で最も価値の高いAIスタートアップとなった。
400社以上の顧客を持ち華為技術・小米科技など中国のスマートフォンメーカーには画像認識技術を提供したり、AIの研究論文も欧米の多国籍企業に匹敵する数であり、創業者の湯暁鴎の母校でもあるマサチューセッツ工科大学とはAIの研究でアライアンスを結んでいる。この顔認識技術は中国のAI監視ネットワーク「天網（SkyNet）」、上海申通地鉄集団の交通モニタリング、ネイバーのカメラアプリSNOWなどに利用されている。
2019年10月、アメリカ合衆国商務省産業安全保障局は新疆ウイグル自治区の人権侵害（一体化統合作戦プラットフォーム）への関与を理由にセンスタイムや監視カメラ世界最大手のハイクビジョンなど28法人への米国製品の輸出をエンティティ・リストによって禁止した。

## 沿革
- 2001年7月 - 香港中文大学の湯暁鴎教授がマルチメディア研究所を創立
- 2014年10月 - 徐立（Xu Li）が湯暁鴎教授らととも商湯科技を設立
- 2017年7月11日 - シリーズBラウンドでSailing Capital、CDH Investments等より4億1,000万ドルを調達[14]
- 2017年10月20日 - クアルコムと戦略的パートナーシップを発表[15]
- 2017年11月15日 - クアルコム・ベンチャーズから戦略的投資を受ける[16]
- 2017年12月7日 - 本田技研工業と5年間の長期共同開発契約を締結[17]
- 2018年4月9日 - シリーズCラウンドでアリババグループ、テマセク・ホールディングス等より6億ドルを調達[18]
- 2018年5月31日 - シリーズCラウンドでTiger Global、フィデリティ・インベストメンツ、HOPU Investment Management Company等より6億2,000万ドルを調達[19]
- 2018年8月8日 - ビデオ技術の影譜科技(Moviebook)へ1億9,900万ドル出資をリード[20]
- 2018年9月11日 - ソフトバンク・チャイナ・ベンチャー・キャピタルより10億ドルを調達[21]